# Charles Avery Dunning

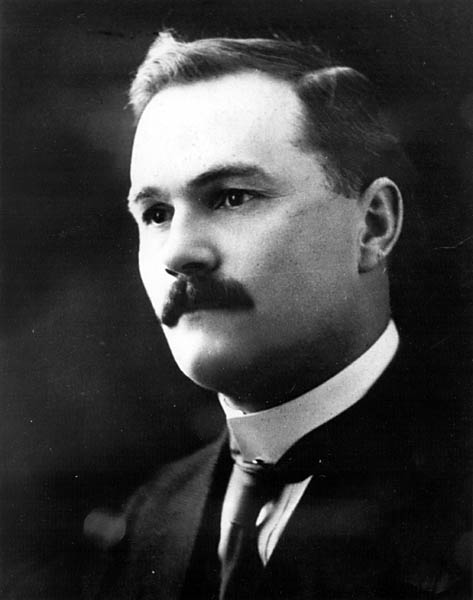
Charles Avery Dunning

Charles Avery Dunning (* 31. Juli 1885 in Croft, Leicestershire, England; † 2. Oktober 1958 in Montreal, Québec) war ein kanadischer Politiker und Landwirt. Vom 5. April 1922 bis zum 26. Februar 1926 war er Premierminister der Provinz Saskatchewan sowie Vorsitzender der Saskatchewan Liberal Party. Anschließend trat er in die Bundespolitik über und saß von 1926 bis 1930 sowie von 1935 bis 1940 für die Liberale Partei Kanadas im Unterhaus. Insgesamt sieben Jahre lang gehörte er als Verkehrs- und Finanzminister der Bundesregierung von William Lyon Mackenzie King an.

## Frühes Leben
Charles Dunning wuchs in der englischen Grafschaft Leicestershire auf und arbeitete in einem Eisenwerk. 1902 wanderte er im Alter von 17 Jahren nach Kanada aus und war als Arbeiter auf einer Farm bei Yorkton tätig. Ein Jahr später ließ er seine Familie nachziehen und baute zusammen mit seinem Vater in der Nähe von Riversdale einen eigenen landwirtschaftlichen Betrieb auf. 1913 heiratete er Ada Rowlatt; das Paar hatte zwei Kinder.
Während seiner kurzen Karriere als Landwirt engagierte sich Dunning für die Saskatchewan Grain Growers Association (SGGA), einer der ersten landwirtschaftlichen Genossenschaften Kanadas, die für eine zentralisierte Vermarktung von Weizen eintrat. Bei der Generalversammlung 1910 wurde er zum Direktor gewählt. Es gelang ihm, genug Kapital für den Bau von Getreidesilos aufzutreiben. Im darauf folgenden Jahr stieg er zum Geschäftsführer der SGGA auf. Bis 1916 entstanden in Saskatchewan 230 genossenschaftliche Silos. Dunning baute 1917 eine Hagelversicherung auf, die als Saskatchewan Municipal Hail Insurance Association bis heute existiert.

## Provinzpolitik
Dunning wandte sich der Politik zu. 1916 kandidierte er bei einer Nachwahl um einen Sitz in der Legislativversammlung von Saskatchewan und wurde gewählt. Die liberale Regierung von Thomas Walter Scott sah sich zunehmend mit Korruptionsvorwürfen konfrontiert. In mehreren kanadischen Provinzen gerieten zudem die Liberalen durch agrarisch-populistische Bewegungen wie die United Farmers oder die Progressive Partei immer mehr in Bedrängnis.
Scotts Nachfolger William Melville Martin gelang es hingegen, die Vertreter der unzufriedenen Landbevölkerung in die Saskatchewan Liberal Party einzubinden. So ernannte er Dunning zum Schatzmeister (Treasurer) der Provinz. Bei der Wahl 1917 erzielten die Liberalen einen überwältigenden Sieg. 1919 erhielt Dunning zusätzliche Verantwortung als Landwirtschaftsminister. Als Martin vor der Unterhauswahl 1921 aktiv Wahlkampf für die Liberale Partei Kanadas betrieb, brachte er viele Bauernvertreter gegen sich auf. Um einen Bruch in der Partei abzuwenden, trat er am 5. April 1922 zurück. Dunning wurde zum neuen Vorsitzenden gewählt und vom Vizegouverneur als neuer Premierminister vereidigt.
Dunnings Regierung hob 1924 nach einer Volksabstimmung die acht Jahre zuvor eingeführte Alkoholprohibition auf, da sich diese nicht hatte durchsetzen lassen. Sie regulierte jedoch den Konsum durch die Einführung staatlicher Alkoholläden. 1925 führte Dunning die Liberalen zu einem weiteren Sieg bei einer Provinzwahl. Als der Einfluss der Progressiven Partei wieder zu schwinden begann, nahm er wieder stärkeren Einfluss auf die Bundespolitik und stellte die formalen Bindungen zwischen den liberalen Parteien auf Provinz- und Bundesebene wieder her, die 1920 vollständig getrennt worden waren.

## Bundespolitik
Zu Beginn des Jahres 1926 erhielt Dunning das Angebot, auf Bundesebene in der liberalen Minderheitsregierung von Premierminister William Lyon Mackenzie King mitzuwirken. Er trat am 26. Februar 1926 als Regierungschef zurück, gewann wenige Wochen später eine Nachwahl im Wahlkreis Regina und wurde sogleich zum Minister für Eisenbahnen und Kanäle ernannt.
Bereits Ende Juni 1926 war King aufgrund eines Bestechungsskandals nicht mehr in der Lage, weiter zu regieren. Generalgouverneur Julian Byng weigerte sich jedoch, das Parlament aufzulösen und eine Neuwahl anzusetzen, wodurch er die King-Byng-Affäre auslöste. Die Konservativen um Arthur Meighen bildeten daraufhin eine neue Regierung und Dunning war nun in der Opposition. Doch bereits drei Monate später verlor die konservative Regierung im Parlament ein Misstrauensvotum und musste ihrerseits zurücktreten.
Nach der vorgezogenen Neuwahl im September 1926 bildete die Liberale Partei erneut eine Minderheitsregierung. Dunning konnte sein Ministeramt wieder aufnehmen; allerdings war er in Regina mit nur 900 Stimmen Vorsprung wiedergewählt worden. Wichtigstes Projekt während seiner Amtszeit war der Bau der Hudson Bay Railway nach Churchill im Norden Manitobas. Nach Eröffnung dieser Eisenbahnlinie und eines Hafens in Churchill im Jahr 1931 konnte der Seeweg nach Liverpool um rund 1600 Kilometer verkürzt werden.
Im November 1929 wurde Dunning Finanzminister. Da er sich auch für Außenpolitik interessierte, gehörte er der kanadischen Delegation beim Völkerbund an. Bei der Unterhauswahl 1930 erlitten die Liberalen eine Niederlage und Dunning verlor seinen Sitz. Er ging in die Wirtschaft und sanierte unter anderem eine marode Tochtergesellschaft der Canadian Pacific Railway.
Nachdem King 1935 erneut Premierminister geworden war, bedrängte er Dunning, wieder in die Regierung zurückzukehren. Ein liberaler Abgeordneter in der Provinz Prince Edward Island gab seinen sicheren Sitz frei und Dunning gewann die Nachwahl problemlos. Im Oktober 1935 nahm er seine Tätigkeit als Finanzminister wieder auf. 1938 erlitt er einen Herzinfarkt und konnte seine Tätigkeit nur noch eingeschränkt ausüben. Schließlich trat er im September 1939 als Kabinettsmitglied zurück, dem Unterhaus gehörte er noch bis Januar 1940 an.

## Weitere Tätigkeiten
Nach seinem endgültigen Rückzug aus der Politik ließ sich Dunning in Montreal nieder. Er gehörte den Verwaltungsräten zahlreicher Unternehmen an. Während des Zweiten Weltkriegs leitete er das nationale Komitee für Kriegskredite und das Staatsunternehmen Allied Supplies Limited, welches im Auftrag der britischen Regierung Munition und Sprengstoffe herstellte. Von 1940 bis zu seinem Tod wirkte er als Kanzler der Queen’s University in Kingston.

## Nachwirkung
Die kanadische Regierung, vertreten durch den für das Historic Sites and Monuments Board of Canada zuständigen Minister, ehrte Dunning am 17. Juni 1985 für sein politisches Wirken und erklärte ihn zu einer „Person von nationaler historischer Bedeutung“.